# Arquidiocese Ortodoxa Antioquina de São Paulo e Todo o Brasil
A Arquidiocese Ortodoxa Antioquina de São Paulo e Todo o Brasil é a circunscrição eclesiástica do Patriarcado da Antioquia no Brasil, com sede em São Paulo. Seu atual metropolita é Damaskinos Mansour, Arcebispo Metropolitano de São Paulo e Todo o Brasil.
A arquidiocese e as paróquias estão sob a jurisdição do Patriarcado da Antioquia, com sede em Damasco, na Síria.

## História
Com os problemas do final do Século XIX no Oriente Médio, decorrentes dos conflitos provocados pelo Império Otomano em 1890, houve a imigração em massa de árabes para a América do Sul, em especial no Brasil trazendo a herança cultural e espiritual, constituindo então o movimento dos chamados Ortodoxos Antioquinos na Diáspora, ocorrendo a primeira Divina Liturgia em território brasileiro, em 1897 pelo padre Mussa Abi Haidar, em um salão na Rua 25 de Março, no município de São Paulo. Em seguida o Santo Sínodo da Igreja Católica Apostólica Ortodoxa Antioquina, sob a presidência do Patriarca Gregório Haddad, tomou a decisão de consagrar em 1922, o bispo Michael Chehade para o Brasil, servindo até seu falecimento em 7 de julho de 1931
Em 1904 foi construída em São Paulo a primeira igreja, ao tempo do arquimandrita Silvestros As-Seghir, a Paróquia da Anunciação à Nossa Senhora, na rua Cavaleiro Basílio Jafet, nº 115 - então rua Itobi - na região da Rua 25 de Março. A construção foi custeada por Michel Assad e a Divina Liturgia de inauguração foi celebrada pelo cônego Nicola Sáfadi. Mais tarde o sino dessa igreja, a título de relíquia, foi transferido para a Catedral, onde se encontra exposto até hoje.

## Bispos e Arcebispos
- Michel Chehade (1922-1931) - Bispo do Brasil;

- Inácio Ferzli (1958-1997) - Metropolita de São Paulo e de Todo o Brasil;
- Damaskinos Mansour (1997-) - Metropolita de São Paulo e de Todo o Brasil.

## Estrutura e Organização
A arquidiocese abrange todo território nacional, sendo dirigida por um arcebispo metropolitano que reside em São Paulo, assistido por um bispo auxiliar.

### Paróquias
A arquidiocese possui aproximadamente doze paróquias em funcionamento, além de capelas e missões específicas, concentradas nos Estados de São Paulo, Minas Gerais, Paraná e Goiás sendo assistidas por um pároco ou com serviços religiosos realizados diretamente por padres da Catedral.
- Paróquia da Anunciação à Nossa Senhora;
- Paróquia São Jorge de Santos;
- Paróquia São Jorge de Curitiba;
- Paróquia São Nicolau de Goiânia;
- Paroquia São João Batista de Ipameri;
- Paróquia de São Jorge de Brasília;
- Paróquia de São Jorge de Anápolis;
- Paróquia de São Jorge de São José do Rio Preto;
- Paróquia de Nossa Senhora de Lins;
- Paróquia de São Jorge de Belo Horizonte;
- Paróquia de São Jorge de Bariri;
- Paróquia de Santo Elias Profeta de Guaxupé;
- Paróquia da Anunciação à Nossa Senhora de Ituverava.